# 바누아투의 총리

바누아투의 국장

바누아투의 총리(Prime Minister of Vanuatu)는 바누아투의 정부수반이다. 총리는 대통령이 임명하며, 대통령의 보조 역할을 담담하는 국가 보조 수반이다.

## 바누아투 총리 목록
| 대 | 사진                                                                                | 이름                                                            | 임기             | 임기             | 정당                    |
| 대 | 사진                                                                                | 이름                                                            | 취임일           | 퇴임일           | 정당                    |
| -- | ----------------------------------------------------------------------------------- | --------------------------------------------------------------- | ---------------- | ---------------- | ----------------------- |
| 1  |                                                                                     | 월터 리니 (1942 ~ 1999.2.21) Walter Lini                        | 1980년 7월 30일  | 1991년 9월 6일   | 바누아아쿠당            |
| 2  |                                                                                     | 도널드 칼포카스 (1943.8.23 ~ ) Donald Kalpokas                  | 1991년 9월 6일   | 1991년 12월 16일 | 바누아아쿠당            |
| 3  |                                                                                     | 막심 칼롯 코먼 (1941.4.26 ~ ) Maxime Carlot Korman              | 1991년 12월 16일 | 1995년 12월 21일 | 온건정당연합            |
| 4  |                                                                                     | 세르주 보호르 (1955.4.24~ ) Serge Vohor                         | 1995년 12월 21일 | 1996년 2월 23일  | 온건정당연합            |
| 5  |                                                                                     | 막심 칼롯 코먼 (1941.4.26 ~ ) Maxime Carlot Korman              | 1996년 2월 23일  | 1996년 9월 30일  | 온건정당연합            |
| 6  |                                                                                     | 세르주 보호르 (1955.4.24~ ) Serge Vohor                         | 1996년 9월 30일  | 1998년 3월 30일  | 온건정당연합            |
| 7  |                                                                                     | 도널드 칼포카스 (1943.8.23 ~ ) Donald Kalpokas                  | 1998년 3월 30일  | 1999년 11월 25일 | 바누아아쿠당            |
| 8  |                                                                                     | 바라크 소페 (1951 ~ ) Barak Sopé                                | 1999년 11월 25일 | 2001년 4월 13일  | 멜라네시아 진보당       |
| 9  |                                                                                     | 에드워드 나타페이 (1954.7.17 ~ 2015.7.28) Edward Natapei        | 2001년 4월 13일  | 2004년 7월 29일  | 바누아아쿠당            |
| 10 |                                                                                     | 세르주 보호르 (1955.4.24~ ) Serge Vohor                         | 2004년 7월 29일  | 2004년 11월 11일 | 온건정당연합            |
| 11 |                                                                                     | 햄 리니 (1951.12.8 ~ ) Ham Lini                                 | 2004년 11월 11일 | 2008년 9월 22일  | 국가연합당              |
| 12 |                                                                                     | 에드워드 나타페이 (1954.7.17 ~ 2015.7.28) Edward Natapei        | 2008년 9월 22일  | 2009년 11월 27일 | 바누아아쿠당            |
| 12 | 총리의 의원직 상실로 세르주 보호르가 총리 대행 (2009년 11월 27일 ~ 2009년 12월 5일) | 에드워드 나타페이 (1954.7.17 ~ 2015.7.28) Edward Natapei        |                  |                  |                         |
| 12 | 2009년 12월 5일 (대법원 위헌 판결)                                                  | 에드워드 나타페이 (1954.7.17 ~ 2015.7.28) Edward Natapei        | 2010년 12월 2일  | 바누아아쿠당     |                         |
| 13 |                                                                                     | 사토 킬만 (1957.12.30 ~ ) Sato Kilman                           | 2010년 12월 2일  | 2011년 4월 24일  | 인민진보당              |
| 14 |                                                                                     | 세르주 보호르 (1955.4.24~ ) Serge Vohor                         | 2011년 4월 24일  | 2011년 5월 13일  | 온건정당연합            |
| 15 |                                                                                     | 사토 킬만 (1957.12.30 ~ ) Sato Kilman                           | 2011년 5월 13일  | 2011년 6월 16일  | 인민진보당              |
| 15 | 총리 임명 무효로 에드워드 나타페이가 총리 대행 (2011년 6월 16일 ~ 2011년 6월 26일)  | 사토 킬만 (1957.12.30 ~ ) Sato Kilman                           |                  |                  |                         |
| 15 | 2011년 6월 26일 (재선출)                                                            | 사토 킬만 (1957.12.30 ~ ) Sato Kilman                           | 2013년 3월 23일  | 인민진보당       |                         |
| 16 |                                                                                     | 모아나 카르카세스 칼로실 (1963.1.27 ~ ) Moana Carcasses Kalosil | 2013년 3월 23일  | 2014년 5월 15일  | 녹색연합                |
| 17 |                                                                                     | 조 나투만 (1952.11.24 ~ ) Joe Natuman                           | 2014년 5월 15일  | 2015년 6월 11일  | 바누아아쿠당            |
| 18 |                                                                                     | 사토 킬만 (1957.12.30 ~ ) Sato Kilman                           | 2015년 6월 11일  | 2016년 2월 11일  | 인민진보당              |
| 19 |                                                                                     | 샬롯 살와이 (1963.4.24~ ) Charlot Salwai                        | 2016년 2월 11일  | 2020년 4월 20일  | 변화를 위한 재통합 운동 |
| 20 |                                                                                     | 밥 러프먼 Bob Loughman                                          | 2020년 4월 20일  | 2022년 11월 4일  | 바누아아쿠당            |
| 21 |                                                                                     | 이슈마엘 칼사카우 Ishmael Kalsakau                              | 2022년 11월 4일  | 2023년 9월 4일   | 온건정당연합            |
| 22 |                                                                                     | 사토 킬만 (1957.12.30 ~ ) Sato Kilman                           | 2023년 9월 4일   | 2023년 10월 6일  | 인민진보당              |
| 23 |                                                                                     | 샬롯 살와이 (1963.4.24~ ) Charlot Salwai                        | 2023년 10월 6일  | 현재             | 변화를 위한 재통합 운동 |

## 같이 보기
- 바누아투의 대통령